# Тюпский район

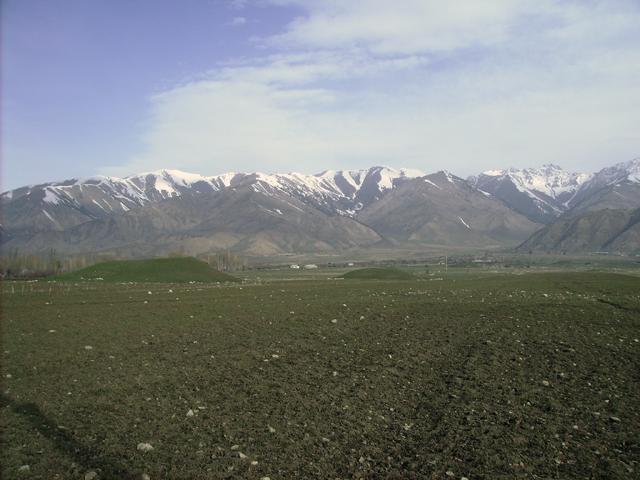
Цепь курганов в Прииссыккулье.

Тюпский район (кирг. Түп району) — административная единица на северо-востоке Иссык-Кульской области Кыргызстана. Образован 8 февраля 1935 года. Административный центр — село Тюп. Тюпский район — наименьшая административно-территориальная единица Иссык-Кульской области, граничит с Казахстаном.

## География
Район лежит на севере области, занимая часть Иссык-Кульской котловины и северо-восток побережья главного озера Кыргызстана, а также южные склоны хребта Кюнгей-Ала-Тоо (система Северного Тянь-Шаня). Горы превышают 3,5 тысячи метров в высоту, укрыты хвойными лесами, альпийскими лугами и ледниками. Здесь проложено немало маршрутов для любителей горных походов. Главной рекой является Тюп, что впадает в Иссык-Куль с востока. В устье этой реки лежит село Тюп — административный центр.

## История
На территории Тюпского района находится курганный комплекс, известный как Сан-Таш («счётные камни»), или иначе Камни Тамерлана. По легенде, отправляясь в поход, Тамерлан повелел каждому своему воину взять камень и сбросить их в одну кучу. По возвращении из похода, уцелевшие подобрали свои камни, а курган из оставшихся камней стал своеобразным памятником погибшим воинам.
Район образован 8 февраля 1935 года. 26 февраля 1943 года 8 сельсоветов Тюпского района были переданы в новый Талды-Суйский район. В 1962 году к Тюпскому району был присоединён Каракольский (Пржевальский) район.

## Население
По данным переписи населения Кыргызстана 2009 года, киргизы составляют 51 578 человек из 58 786 жителей района (или 87,7 %), казахи — 3624 человека или 6,2 %, русские — 2571 человек или 4,4 %, балкарцы — 209 человек или 0,4 %, украинцы — 174 человек или 0,3 %, калмыки — 171 человек или 0,3 %, узбеки  — 139 человек или 0,2 %, другие — 320 человек (0,5 %).

Территория Иссык-Кульской котловины и долины Тюп — самый густонаселённый регион района. Здесь есть условия для занятия земледелием, рыболовством, скотоводством. Есть несколько промышленных предприятий, занимающихся переработкой сельскохозяйственного сырья, добычей и производством строительных материалов.

## Административно-территориальное деление
В состав Тюпского района входят 13 аильных (сельских) округов, 37 аилов (сёл):
- Ак-Булакский аильный округ: с. Ак-Булак (центр);
- Ак-Булунский аильный округ: с. Ак-Булун (центр), Беловодское, Фрунзенское;
- Аралский аильный округ: с. Мин-Булак (центр), Арал, Долон, Кош-Дебе, Сары-Дебе;
- Иссык-Кельский (Иссык-Кульский) аильный округ: с. Иссык-Кель (Иссык-Куль) (центр), Ынтымак;
- Карасаевский аильный округ: с. Тасма (центр), Токтоян, Чон-Тогуз-Бай;
- Кутургинский аильный округ: с. Кутургу (центр), Кичи-Орюктю, Ой-Булак, Ой-Тал;
- Михайловский аильный округ: с. Михайловка (центр);
- Сан-Ташский аильный округ: с. Байзак (центр), Каркыра, Кен-Суу, Сан-Таш, Сары-Телегей;
- Сары-Булакский аильный округ: с. Балбай (центр), Кюрментю;
- Талды-Сууский аильный округ: с. Талды-Суу (центр), Ичке-Суу, Кеочю, Корумду;
- Тогуз-Булакский аильный округ: с. Тогуз-Булак (центр), Сары-Булун;
- Тюпский аильный округ: с. Тюп (центр), Бирлик, Шаты;
- Чон-Ташский аильный округ: с. Чон-Таш (центр), Джылуу-Булак.

## Топографические карты
- Лист карты K-44-37 Тюп. Масштаб: 1 : 100 000. Издание 1973 г.